# Lilla Sundsjön, Östergötland
Lilla Sundsjön är en sjö i Ydre kommun i Östergötland och ingår i Motala ströms huvudavrinningsområde. Sjön är 5,5 meter djup, har en yta på 0,227 kvadratkilometer och är belägen 176,4 meter över havet.